# City Vest
|  | For centret i Skive, se City Vest (Skive) |
City Vest er et indkøbscenter i Aarhus med under 10 butikker fordelt på 45.000 m², beliggende nær Silkeborgvej i Brabrand. Det hed oprindeligt Gellerup Center ved sin indvielse i 1972 og var tidligere Jyllands største indkøbscenter. Centret er flere gange blevet renoveret og udvidet. Centret er ejet af A. Enggaard, efter det blev solgt af Danske Shoppingcentre i slut-2022
I efteråret 2022 forlød det, at to ud af tre butikker i centret stod tomme.

## Renovering og nedskalering af City Vest
I efteråret 2023 blev der lagt planer om at omdanne de sydlige to tredjedele af City Vest til boligområder, mens den nordligste tredjedel skal moderniseres. Imidlertid er store dele af centret lukket, og butikker er flyttet ned i den sydlige del for at gøre plads til renoveringen.
I februar 2025 er renoveringen påbegyndt. A. Enggaard vil omdanne centret til 12.000 m² ud mod Gudrunsvej, og Aarhus Kommune vil renovere bygningerne på den modsatte side af vejen.